# Пази, Клайв
Клайв Па́зи (англ. Clive Puzey; род. 11 июля 1941, Булавайо) — автогонщик из Родезии (ныне Зимбабве), пилот Формулы-1.
В своей единственной гонке в Формуле-1, Гран-при ЮАР 1965 года, не прошёл предквалификацию. Один из трёх родезийских пилотов, когда-либо участвовавший в гонках Формулы-1. Остальные двое — это Джон Лав и Сэм Тингл.
Окончив карьеру в автоспорте, Пази решил открыть свой гараж в Булавайо, но был атакован повстанцами. Будучи противником Роберта Мугабе, он уехал в Австралию.

## Результаты в Формуле-1
| Сезон | Команда            | Шасси    | Двигатель | Ш | 1        | 2   | 3   | 4   | 5   | 6   | 7   | 8   | 9   | 10  | 11 | 12 | Место | Очки |
| ----- | ------------------ | -------- | --------- | - | -------- | --- | --- | --- | --- | --- | --- | --- | --- | --- | -- | -- | ----- | ---- |
| 1965  | Clive Puzey Motors | Lotus 18 | Climax    |   | ЮАР НПКВ | МОН | БЕЛ | ФРА | ВЕЛ | НИД | ГЕР | ИТА | США | МЕК |    |    | —     | 0    |